# Benefis Larisy Golubkinoj
Benefis Larisy Golubkinoj (Бенефис Ларисы Голубкиной) è un film del 1975 diretto da Evgenij Ginzburg.